# Andrew Murtha
Andrew John Murtha (ur. 19 października 1965 w Parramatta) – australijski łyżwiarz szybki specjalizujący się w short tracku, brązowy medalista igrzysk olimpijskich, trzykrotny medalista mistrzostw świata.
Dwukrotnie wystąpił w zimowych igrzyskach olimpijskich. W 1992 roku podczas igrzysk w Albertville wziął udział w dwóch konkurencjach – w biegu sztafetowym zajął siódme miejsce, a w biegu na 1000 m uplasował się na 19. pozycji. W lutym 1994 roku wystąpił na igrzyskach olimpijskich w Lillehammer. Zdobył brązowy medal olimpijski w biegu sztafetowym (w australijskim zespole wystąpili poza nim Steven Bradbury, Kieran Hansen i Richard Nizielski).
W latach 1991–1994 zdobył trzy medale mistrzostw świata (po jednym z każdego koloru) w biegach sztafetowych. Indywidualnie w mistrzostwach świata zajął dziewiąte miejsce w wieloboju w 1992 roku, ponadto był piąty w drużynowych mistrzostwach świata w 1991 roku.